# 다카하마역 (에히메현)
다카하마역(일본어: 高浜駅)은 일본 에히메현 마쓰야마시에 위치한 이요 철도 다카하마 선의 철도역이다. 역 번호는 IY 01이며, 단선 승강장 1면 1선의 구조를 갖춘 지상역이다.

## 타는 곳
| 1           | ■ 다카하마 선 | 상행 | 미쓰 · 기누야마 · 마쓰야마시 방면 |                                                  |
| (연락 버스) | ■ 다카하마 선 | 하행 | 마쓰야마 관광항 방면              | 당 역과 마쓰야마 관광항 사이는 연락 버스를 이용. |

## 이용 현황
- 1998년도 : 2,200
- 2008년도 : 1,500

## 역 주변
- 다카하마 항
- 마쓰야마 관광항

## 인접 역
| 이요 철도 다카하마 선                      | 이요 철도 다카하마 선 | 이요 철도 다카하마 선          |
| ------------------------------------------ | --------------------- | ------------------------------ |
| IY 00 마쓰야마 관광항 마쓰야마 관광항 방면 | ■ 다카하마 선         | 바이신지 IY 02 마쓰야마시 방면 |